# Ernst Sprockhoff

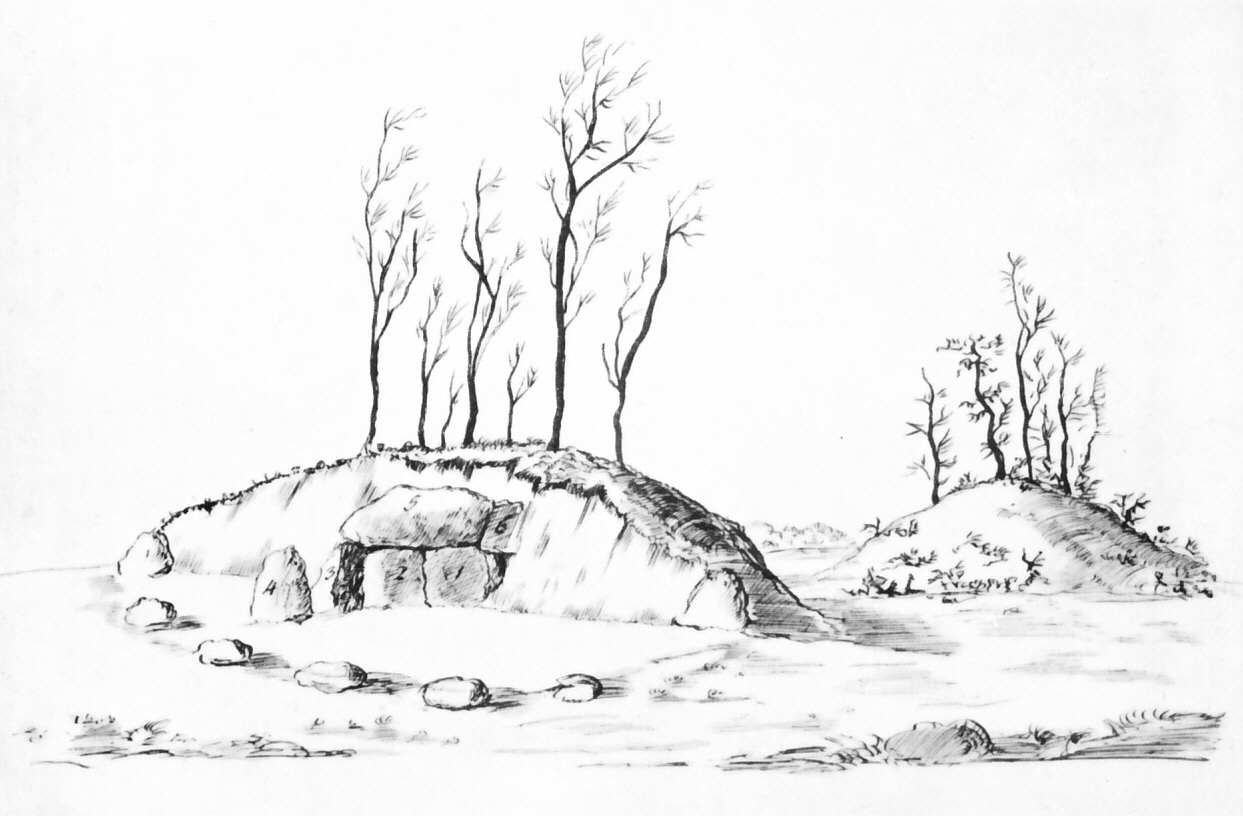
Afbeelding van Großsteingrab Kronsgaard (Sprockhoff-Nr 35) uit Atlas der Megalithgräber in Deutschland. Teil 1: Schleswig-Holstein,

Ernst Sprockhoff (Berlijn, 6 augustus 1892 - Kiel, 1 oktober 1967) was een prehistoricus uit Duitsland.
Sprockhoff werd geboren op 6 augustus 1892 in Berlijn. Hij werd een leraar en studeerde prehistorie. Hij slaagde in 1924 op de Albertina-universiteit. Hij werkte van 1926 tot 1928 in het Niedersächsisches Landesmuseum Hannover en van 1928 tot 1935 in het Römisch-Germanische Zentralmuseum te Mainz.
Sprockhoff was lid van de Stahlhelm, Bund der Frontsoldaten en kwam bij de Sturmabteilung voor 1933, het jaar dat de nazi's de macht grepen. In 1933 was hij lid van de Nationalsozialistischer Lehrerbund en in 1937 ook van de Nationaalsocialistische Duitse Arbeiderspartij. Van 1935 tot 1945 was hij de eerste directeur van de Römisch-Germanische Kommission en vanaf 1947 was hij professor in de pre- en vroege historie aan de Christian Albrechts-Universiteit.
In 1942 werd hij lid van de Bayerische Akademie der Wissenschaften en in 1955 werd hij ook lid van de Akademie der Wissenschaften der DDR.
Hij stierf in Kiel op 1 oktober 1967.
Sprockhoff beschreef zo'n 900 megalieten in een catalogus en gaf deze bouwwerken een nummering. Dit Sprockhoff-Nummer wordt nog altijd gebruikt. De megalieten met de Sprockhoff-nummers  576 t/m 604 liggen in het deel van Pommeren, dat aan het eind van de Tweede Wereldoorlog tot Polen is gaan behoren.
Sprockhoff tekende niet alle platen zelf, soms bestonden de hunebedden niet meer ten tijde van het ontwikkelen van de atlas en waren tekeningen de enige overblijfselen.

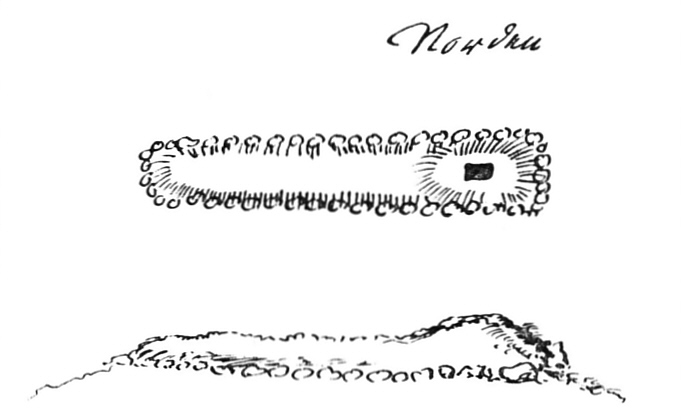
Großsteingrab Ohrfeld door pastoor Jensen, Atlas der Megalithgräber in Deutschland. Teil 1: Schleswig-Holstein
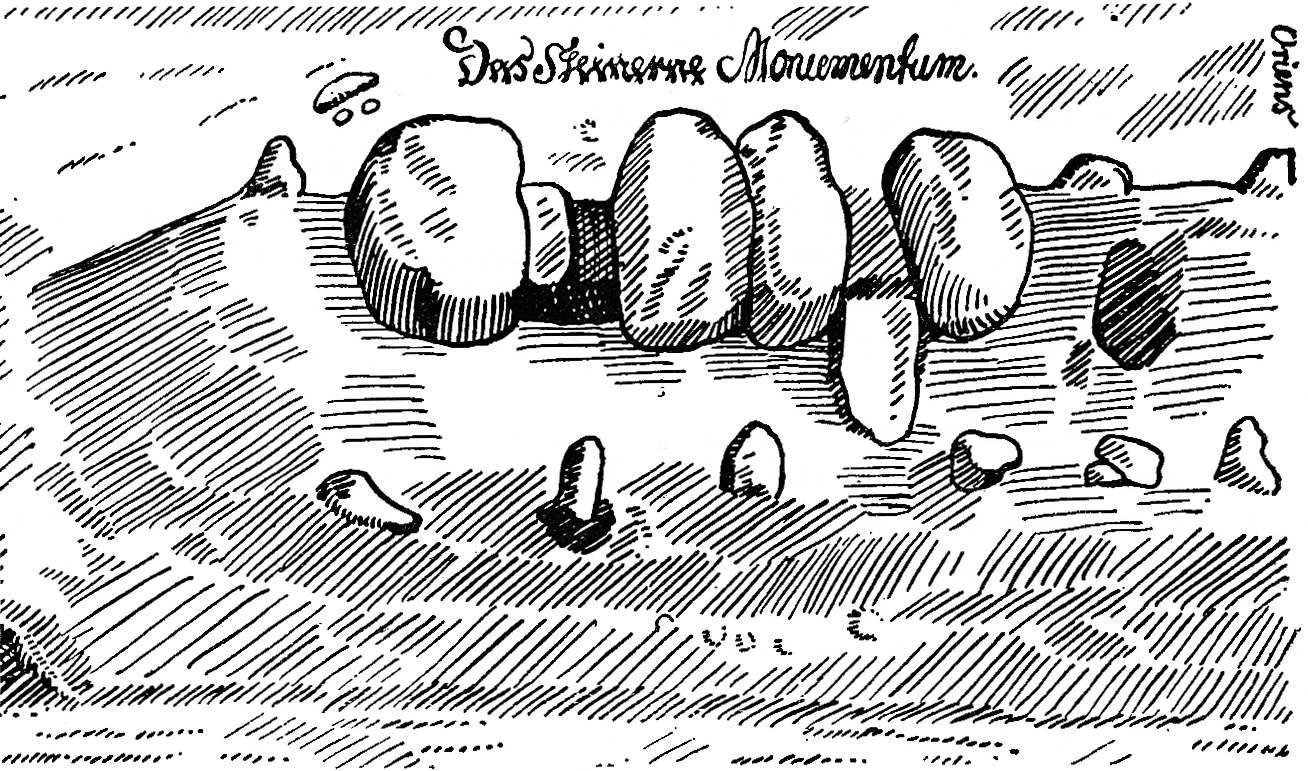
Großsteingrab Issendorf door Martin Mushard (1699-1770), Atlas der Megalithgräber Deutschlands. Teil 3: Niedersachsen – Westfalen
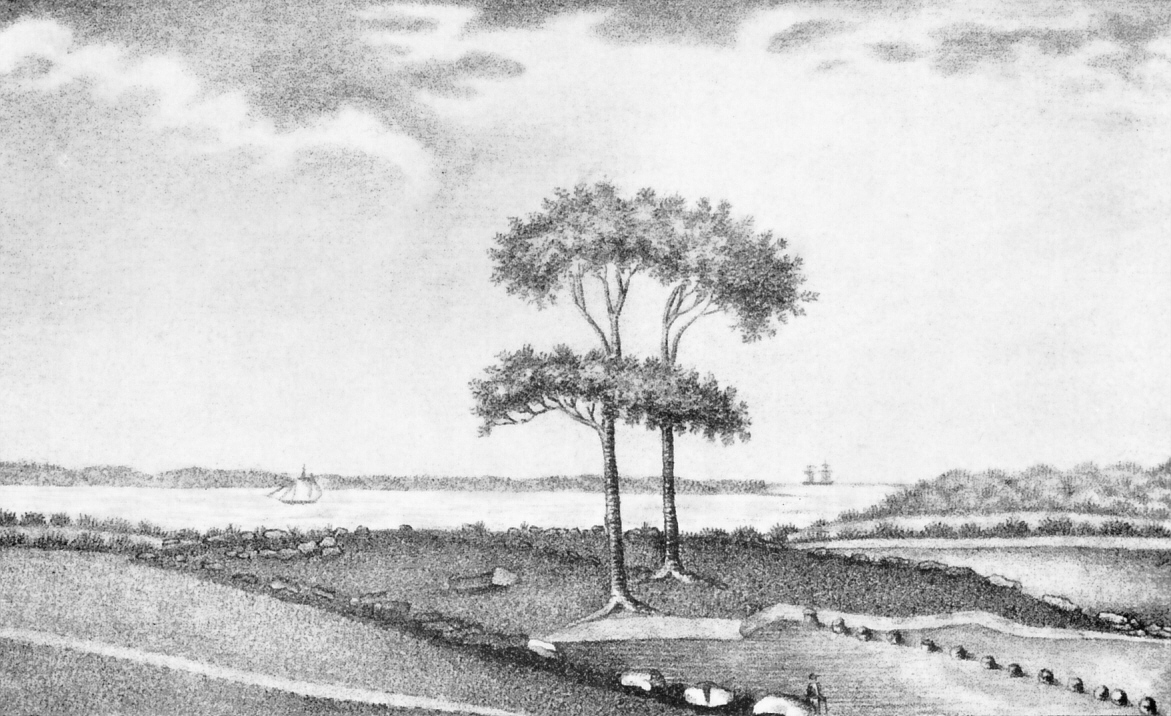
Großsteingrab Philippstal door pastoor Harries, Atlas der Megalithgräber in Deutschland. Teil 1: Schleswig-Holstein
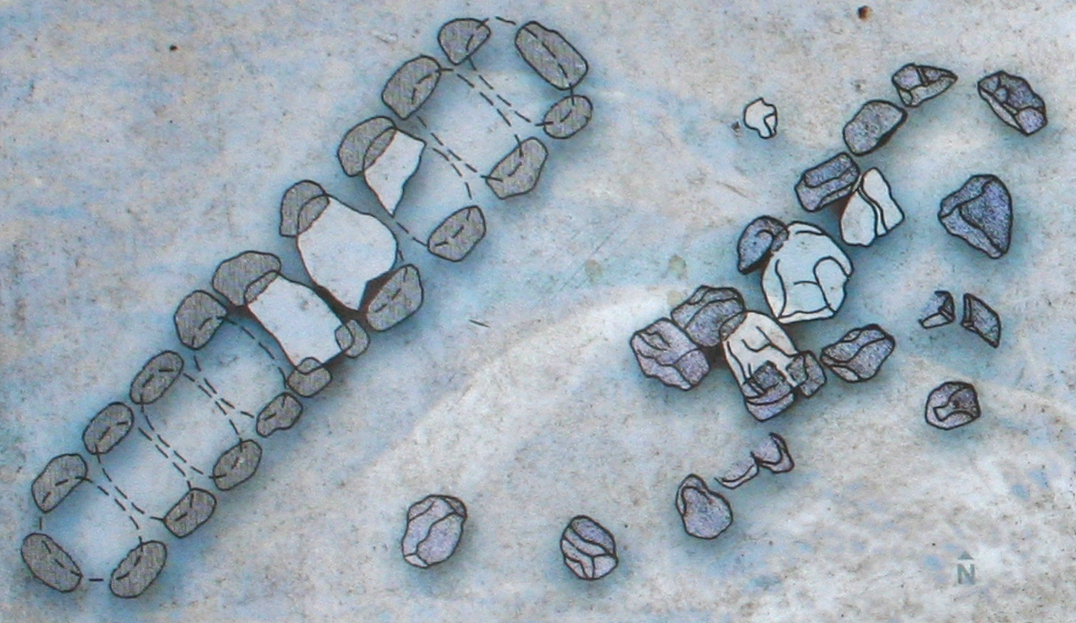
Großsteingrab Stenum; oorspronkelijke staat en de staat waarin Sprockhoff het bouwwerk vond
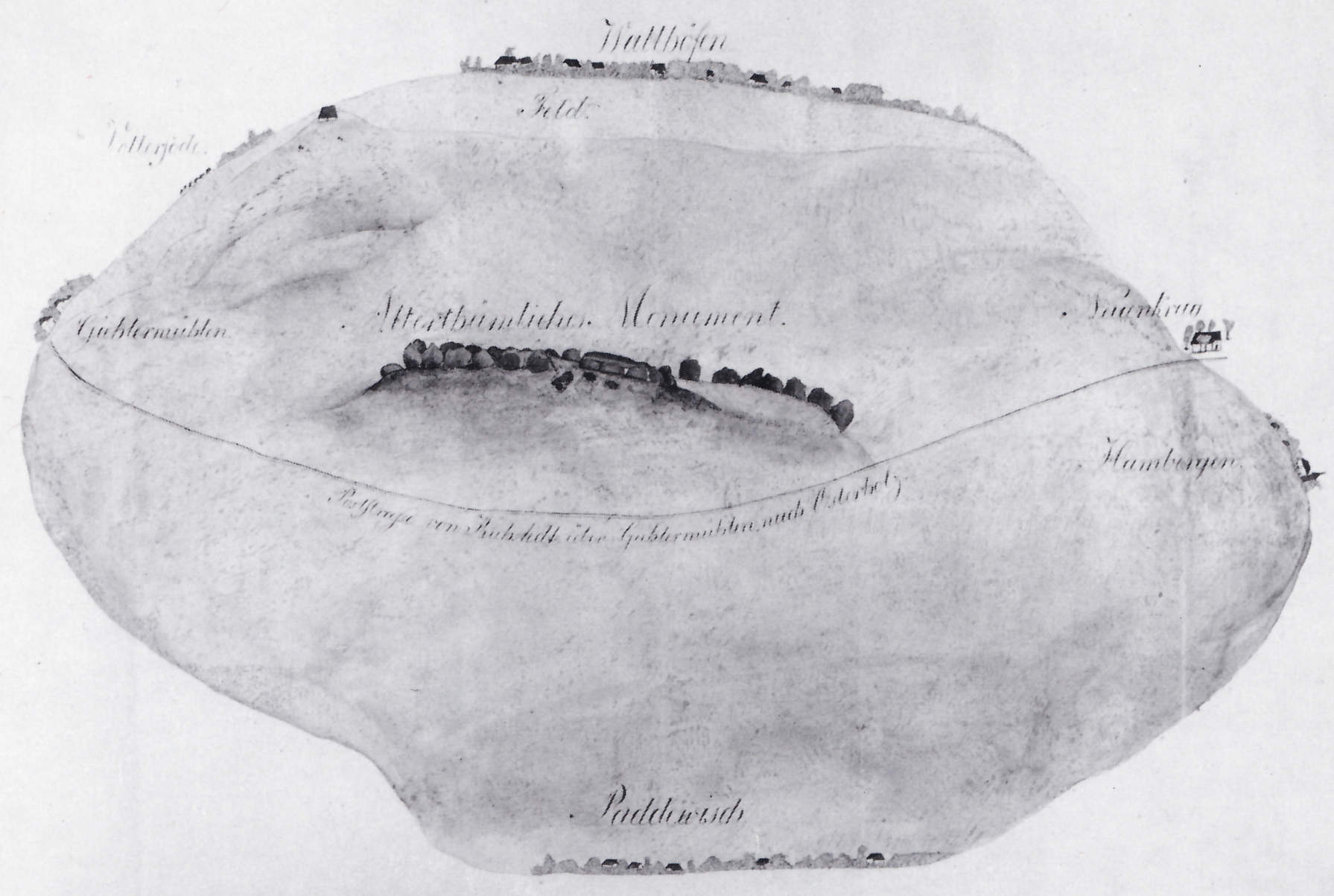
Großsteingrab Wallhöfen 1, door M.F. Otto - Archiv Landesamt für Denkmalpflege Niedersachsen, gepubliceerd in: Ernst Sprockhoff: Atlas der Megalithgräber Deutschlands. Teil 3: Niedersachsen – Westfalen.